# رون باين
رون باين (بالإنجليزية: Ronald Payne)‏ هو سياسي أسترالي، ولد في 22 أكتوبر 1925، وتوفي في 9 أبريل 2015. حزبياً، نشط في حزب العمال الأسترالي (فرع جنوب أستراليا) ‏. وقد انتخب Minister of Prices and Consumer Affairs ‏ (24 يوليو 1975 – 8 أكتوبر 1975) وفي 1975 South Australian state election ‏، انتخب عضو مجلس النواب جنوب أستراليا من الجمعية عن دائرة Electoral district of Mitchell (South Australia) ‏ وقد انضم خلال فترته النيابية (30 مايو 1970 – 24 نوفمبر 1989) للكتلة البرلمانية حزب العمال الأسترالي (فرع جنوب أستراليا) ‏.